# Комбержон
Комбержо́н (фр. Comberjon) — коммуна во Франции, находится в регионе Франш-Конте. Департамент — Верхняя Сона. Входит в состав кантона Везуль-Эст. Округ коммуны — Везуль.
Код INSEE коммуны — 70166.

## География
Коммуна расположена приблизительно в 320 км к юго-востоку от Парижа, в 50 км севернее Безансона, в 5 км к северо-востоку от Везуля.
По территории коммуны протекает река Дюржон. На юге коммуны расположен аэродром Везуль-Фроте.

## Население
Население коммуны на 2010 год составляло 173 человека.
| 1962 | 1968 | 1975 | 1982 | 1990 | 1999 | 2010 |
| ---- | ---- | ---- | ---- | ---- | ---- | ---- |
| 134  | 138  | 150  | 165  | 175  | 190  | 173  |

## Администрация
| Период | Период | Фамилия       | Партия | Примечания |
| ------ | ------ | ------------- | ------ | ---------- |
| 2001   | 2004   | Доминик Аккар |        |            |
| 2004   | 2014   | Андре Руссель |        |            |

## Экономика

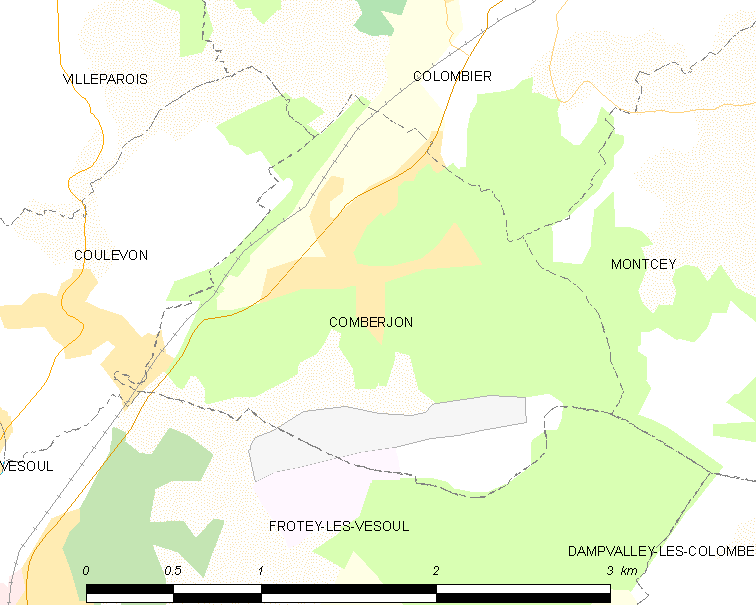
Карта коммуны

В 2010 году среди 120 человек трудоспособного возраста (15—64 лет) 85 были экономически активными, 35 — неактивными (показатель активности — 70,8 %, в 1999 году было 71,9 %). Из 85 активных жителей работали 76 человек (39 мужчин и 37 женщин), безработных было 9 (6 мужчин и 3 женщины). Среди 35 неактивных 10 человек были учениками или студентами, 16 — пенсионерами, 9 были неактивными по другим причинам.